# نادی‌سکرش
نادی‌سکرش (به مجاری:  Nagyszekeres) یک منطقهٔ مسکونی در مجارستان است که در سابولچ-ساتمار-برگ واقع شده‌است. نادی‌سکرش ۱۰٫۵۲ کیلومتر مربع مساحت و ۵۵۰ نفر جمعیت دارد.